# Pride (In the Name of Love)
Pour les articles homonymes, voir Pride (homonymie).
Singles de U2
Sunday Bloody Sunday
(1983) The Unforgettable Fire
(1985)
Pistes de The Unforgettable Fire
A Sort of Homecoming Wire
Pride (In The Name of Love) est une chanson du groupe de rock irlandais U2, sortie le 3 septembre 1984 sous le label Island Records. Enregistrée principalement au château de Slane dans le comté de Meath et aux studios Windmill Lane à Dublin, elle est produite par l'Anglais Brian Eno et le Canadien Daniel Lanois. C'est le premier 45 tours et la seconde piste de leur quatrième album The Unforgettable Fire. Pride (In the Name of Love) a été écrite en l'honneur de Martin Luther King. Elle a reçu des commentaires très variés mais elle a été un succès commercial majeur pour U2 (1er en Nouvelle-Zélande et 3e au Royaume-Uni) et est devenue l'une des chansons les plus populaires du groupe. Elle a été jouée plus de 1 050 fois en concert depuis sa première représentation à Christchurch en Nouvelle-Zélande le 29 août 1984. Pride (In the Name of Love) est apparu sur les compilations The Best of 1980-1990 (comme morceau d'ouverture) et U218 Singles publiés respectivement en 1998 et 2006, ainsi que sur l'album acoustique Songs of Surrender sorti en 2023.

## Caractéristiques artistiques

### Origine et enregistrement
La mélodie et les accords ont surgi en novembre 1983 durant un soundcheck à Hawaii lors du War Tour,. Bono en décrit les paroles comme « une simple ébauche ». Après la tournée, U2 a continué à travailler sur le morceau chez Bono, dans une tour Martello à Bray, dans le comté de Wicklow, où The Edge a conçu une partie de guitare pour la chanson. Mais c'est à Dublin que le morceau prit son envol, lors de l'une des premières séances d'enregistrement réalisées avec le duo de producteurs Brian Eno et Daniel Lanois.
L'enregistrement de Pride (In The Name of Love) s'avéra toutefois extrêmement difficile. U2 avait enregistré une bande-son à Slane Castle, dans une atmosphère très détendue, mais lorsqu'il alla à Windmill Lane terminer le disque, elle ne collait plus. Les musiciens l'accélérèrent, la ralentirent, firent un tas de montages. Ils se mirent finalement d'accord pour jeter ce qu'ils avaient fait à Slane et pour reprendre le morceau de zéro. C'était la seule manière de se sortir de l'impasse. Cela a marché et ils surent tout se suite que Pride ferait un malheur. Chrissie Hynde du groupe The Pretenders se trouvait à Dublin. Elle fit un saut en studio et ajouta sur le morceau des chœurs émouvants. À l'époque, elle était mariée à Jim Kerr de Simple Minds. Elle est créditée sous le nom de « Christine Kerr ».

### Thématique
L'idée de Pride (In The Name of Love) apparaît à la fin du War Tour en novembre 1983. À l'époque, Bono veut écrire un morceau contre le patriotisme guerrier dans la veine de Sunday Bloody Sunday, visant particulièrement le gouvernement américain de Ronald Reagan. Mais la lecture d'une biographie de Martin Luther King intitulée Let The Trumpet Sound: A Life of Martin Luther King, Jr., vaut au chanteur de U2 de se prendre de passion pour le destin du leader de la lutte pour les droits civiques. Frustré par l'évolution initiale de la chanson, Bono décide de changer son fusil d'épaule comme il l'explique au magazine anglais NME à la sortie de The Unforgettable Fire en 1984 : « Je me souviens d'un vieux sage qui m'avait dit de ne pas combattre les ténèbres par la lumière, mais de faire briller la lumière plus fort encore. Je sentais que j'accordais trop d'importance à Reagan. Puis j'ai pensé à Martin Luther King et je me suis dit : Ça, c'est un homme. » Les références à Martin Luther King sont nombreuses dans Pride (In The Name of Love), l'un des deux morceaux de The Unforgettable Fire qui évoquent cette figure historique (avec MLK, sur lequel se referme l'album). L'une d'entre elles comporte d'ailleurs une erreur : les mots « Early morning, April 4 » (« Au petit matin, le 4 avril ») situent l'assassinat de Martin Luther King le matin alors qu'en réalité il a eu lieu à 18 h 01. Gêné, Bono a pris l'habitude de rectifier sur scène les paroles, en chantant « Early evening, April 4 ». Pour la version sortie en single le 11 janvier 2023 et intégrée à l'album Songs of Surrender, qui comprend des chansons réenregistrées du groupe, Bono a réécrit ce passage : « In the evening, April 4 ».

## Accueil du public et de la critique
Pride accède à la 3e position sur le UK Singles Chart et au 8e rang sur le Dutch Top 40. La chanson a fait partie du 1er Top 40 Mainstream où elle a culminé à la 33e place. Le titre a gagné beaucoup aux États-Unis sur le plan de la popularité grâce au passage en boucle à la radio et sur les chaines MTV. Il contribue ainsi à la percée commerciale de U2 qui avait commencé avec l'album War. Par ailleurs, le morceau a atteint la place de no 1 en Nouvelle-Zélande (New Zealand Singles Chart). C'est la première fois qu'une chanson de U2 accède au 1er rang des charts dans un pays.
L'accueil du morceau par la presse est cependant assez réservé, certains journalistes accusant le groupe de proposer un titre trop naïf et moralisateur. Néanmoins, les critiques se feront beaucoup plus rares au fil du temps. Le Rock and Roll Hall of Fame a sélectionné Pride (In the Name of Love) dans leur liste des 500 chansons qui ont formé le Rock and Roll. Elle a également été classée 378e parmi les 500 plus grandes chansons de tous les temps par le magazine Rolling Stone.

## Les représentations en public

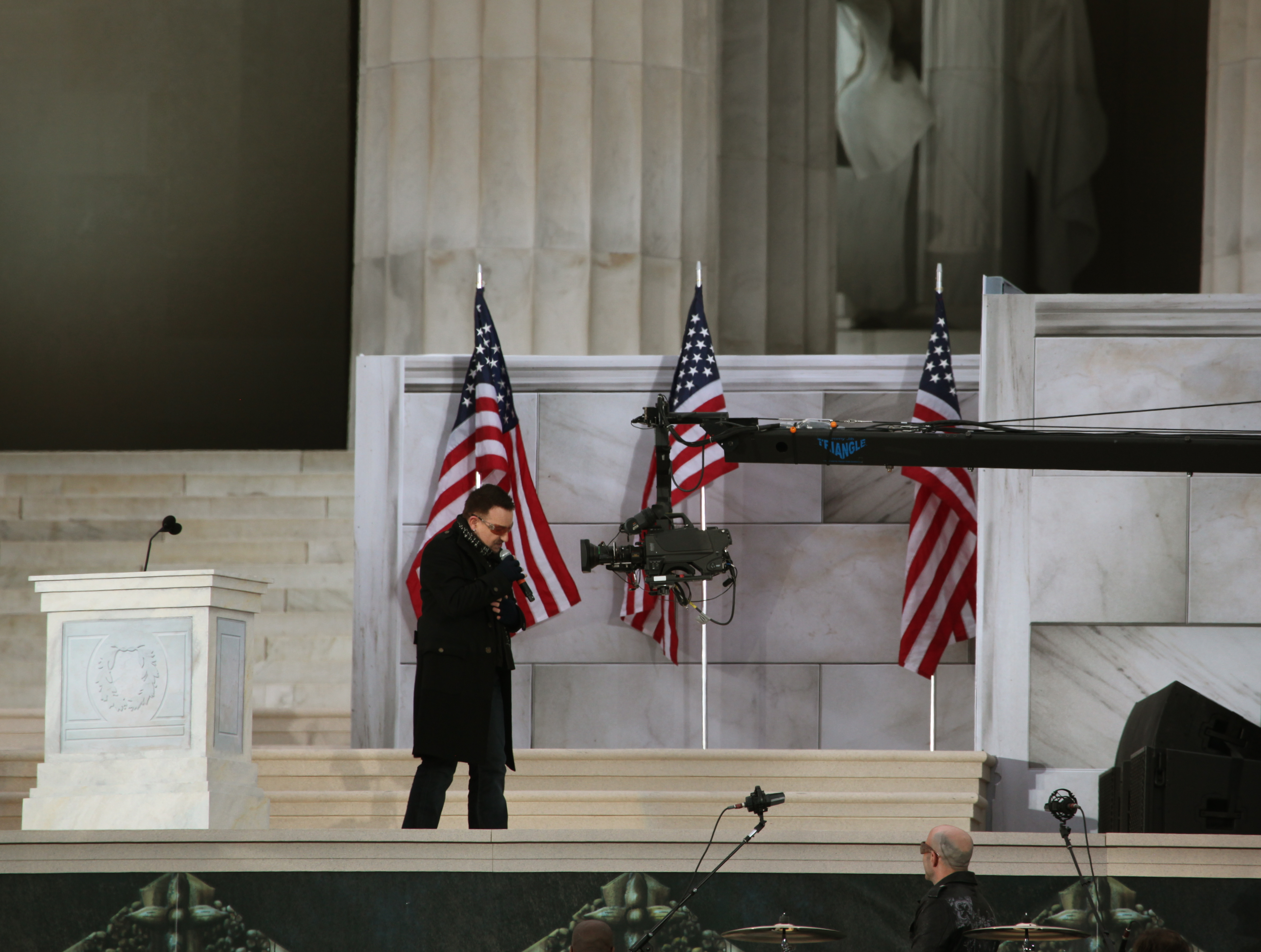
Bono pendant la représentation de Pride (In the Name of Love) en 2009 au concert donné en l'honneur de l'investiture du président américain Barack Obama.

Pride a été jouée pour la première fois en live, lors du concert inaugural de la tournée The Unforgettable Fire, le 29 août 1984 à Christchurch en Nouvelle-Zélande. Puis, la chanson a été jouée à pratiquement tous les concerts de l'Unforgettable Fire Tour. En 2009, elle a été interprétée souvent lors du U2 360° Tour. Des extraits de discours de Martin Luther King sont souvent montrés sur les différents écrans vidéo au cours de ces performances. Le 18 janvier 2009, U2 a interprété Pride (ainsi que City of Blinding Lights) sur les marches du Lincoln Memorial, dans le cadre du We Are One: The Obama Inaugural Celebration concert au Lincoln Memorial. En 2024, elle était la chanson la plus jouée du groupe (1 056 représentations) juste devant I Will Follow.

## Clips
Trois clips vidéo ont été réalisés. Le premier a été tourné en août par Donald Cammell. Le groupe n'était pas tout à fait satisfait de la vidéo de Cammell. Ils ont donc convenu d'engager leur photographe principal, Anton Corbijn. La vidéo a été filmée dans une cave près de l'aéroport de Londres-Heathrow. Il choisit de faire adopter aux membres de U2 une expression sévère, mais les conditions d'éclairage n'étaient pas les meilleures. Une troisième vidéo est produite à partir des images des sessions d'enregistrement de la tournée de The Unforgettable Fire à Slane Castle.

## Listes des pistes
| 1. | Pride (In the Name of Love) | 3:47 |
| 2. | Boomerang II                | 4:48 |

| 1. | Pride (In the Name of Love)     | 4:40 |
| 2. | Boomerang I (Rock instrumental) | 2:47 |
| 3. | Boomerang II                    | 4:48 |
| 4. | 4th of July (version longue)    | 2:38 |

| 1. | Pride (In the Name of Love)           | 4:40 |
| 2. | Boomerang I (Rock instrumental)       | 2:47 |
| 3. | Boomerang II                          | 4:48 |
| 4. | 11 O'Clock Tick Tock (Version longue) | 4:10 |
| 5. | Touch                                 | 3:21 |

| 1. | Pride (In the Name of Love)           | 4:40 |
| 2. | Boomerang I (Rock instrumental)       | 2:47 |
| 3. | Boomerang II                          | 4:48 |
| 4. | 11 O'Clock Tick Tock (Version longue) | 4:10 |
| 5. | A Celebration                         | 2:54 |

## Classements
Pride (In The Name of Love) a atteint la première place en Nouvelle-Zélande. C'est la première fois qu'un single de U2 a atteint la tête du classement des singles d'un pays. Il a accédé aussi à la seconde place en Irlande et à la troisième place au Royaume-Uni.
| Classement / pays (1984)            | Meilleur position |
| ----------------------------------- | ----------------- |
| Canada - RPM Top 100                | 27                |
| Pays-Bas - Mega Top 50              | 5                 |
| Irlande - Irish Singles Chart       | 2                 |
| Nouvelle-Zélande - RIANZ            | 1                 |
| Norvège - VG-lista                  | 7                 |
| Suède - Sverigetopplistan           | 12                |
| Royaume-Uni - UK Singles Chart      | 3                 |
| États-Unis - Billboard Hot 100      | 33                |
| États-Unis - Mainstream Rock Tracks | 2                 |